# Berbek (Waru)
Berbek is een bestuurslaag in het regentschap Sidoarjo van de provincie Oost-Java, Indonesië. Berbek telt 15.887 inwoners (volkstelling 2010).